# Frontera seca
Se denomina frontera seca o línea seca al tramo en el cual una línea limítrofe entre dos jurisdicciones (ya sea de países, estados o entidades subnacionales) circula sobre superficies no acuáticas, es decir, no discurre sobre un arroyo, río, lago, laguna ni ningún cuerpo marino. Se acuña en oposición a la frontera húmeda o hidrográfica.  

## Generalidades
Frontera seca apoyada en rasgos naturales
Una frontera seca puede estar constituida sobre una frontera natural o una artificial. De las primeras en gran parte se asientan sobre una divisoria de aguas de una cordillera, por ejemplo, la que divide España y Andorra de Francia, posicionada sobre la divisoria de los Pirineos, o la frontera argentino-chilena, la que en buena parte es definida por el “divortium aquarum” de la Cordillera de los Andes. En América Central, un 14,55 % de las fronteras internacionales utilizan la divisoria de aguas de encadenamientos orográficos como soporte físico.
Frontera seca delineada por líneas imaginarias
El utilizar líneas rectas imaginarias como límite para señalar la línea de separación entre dos países presenta el inconveniente de ser difícil ubicar el límite en el campo. Sin embargo este instrumento está muy extendido; por ejemplo, en Centroamérica representan el 37,38 % que la totalidad de los límites terrestres.
Entre las fronteras secas artificiales son numerosas las que emplean líneas de longitud y de latitud, por ejemplo el paralelo 49 Norte, que define buena parte de la frontera entre Canadá y Estados Unidos, o las del desierto del Sahara. De igual manera, gran parte del territorio de los aborígenes norteamericanos, luego de ser conquistado por el poder central estadounidense, fue dividido en estados empleando meridianos y paralelos para delinearlos. En otros casos se emplean poligonales constituidas por líneas rectas imaginarias que van uniendo puntos, los que están determinados por medio de sus coordenadas; también la línea puede ser curva, es el caso de un arco de circunferencia trazado partiendo desde la distancia fija que hay respecto a un punto que oficia como vértice, por ejemplo, la primera parte de la frontera seca que comienza desde el Pacífico entre Chile y el Perú.

## Algunos ejemplos
Si bien buena parte de los límites terrestres entrarían en la categoría de frontera seca, el término toma particular relevancia para señalar las pequeñas secciones atípicas dentro de un esquema de demarcación en el cual predominen ampliamente las fronteras hídricas, es decir, lindes apoyados sobre cuerpos acuáticos. En este caso, generalmente se emplean fronteras secas para unir puntos en donde el principio rector sobre el cual se estableció el límite no puede ser expresado en el terreno.
Un caso especial de frontera seca excepcional se presenta entre la Argentina y el Uruguay. Ambos países han convenido que la línea de encuentro de sus respectivas jurisdicciones se trace sobre los ríos Uruguay y de la Plata. Esto en principio extinguiría la posibilidad de que se presente algún sector con frontera seca, sin embargo, el enclave argentino constituido por la isla Martín García (rodeado de aguas de Uruguay) debido a la sedimentación aluvional se ha fusionado con la isla uruguaya Timoteo Domínguez, por lo cual, en el año 1988 y mediante la firma de un acuerdo, ambos países se han visto obligados a trazar su única frontera seca, demarcando así el límite internacional entre esos territorios insulares contactados, según se había ya dispuesto en el año 1973, por medio del Tratado del Río de la Plata, suscripto por ambos países.

### Fronteras secas conurbadas
Un ejemplo característico de la excepción de un trecho de frontera seca inserto en una larga frontera hídrica es la pequeña porción que separa la localidad argentina de Bernardo de Yrigoyen de las brasileñas Dionísio Cerqueira (en el estado de Santa Catarina) y Barracão (en el de Paraná), las tres asentadas sobre la divisoria de aguas que divide la red de drenaje que vierte en dirección al río Iguazú —hacia el norte, por el río Santo Antonio— de la que lo hace rumbo al río Uruguay —hacia el sur por el río Pepirí Guazú—. Al tomarse como límite el álveo de los ríos Santo Antonio y Pepirí Guazú (cuyas cabeceras principales se sitúan a ambos lados de dicha divisoria de aguas) en la parte en que ya no hay un curso acuático visible, el límite prosigue mediante una frontera seca trazada sobre la pendiente de la proyección de la hondonada hasta alcanzar el punto del “divortium aquarium”, luego del cual hace lo propio sobre la ladera opuesta hasta alcanzar el manantial que da nacimiento al río de dicha cuesta, curso sobre el cual la línea demarcatoria continúa. Esos 25 km conforman el único tramo seco de la frontera argentino-brasileña, marchando los restantes 1236 km sobre ríos.

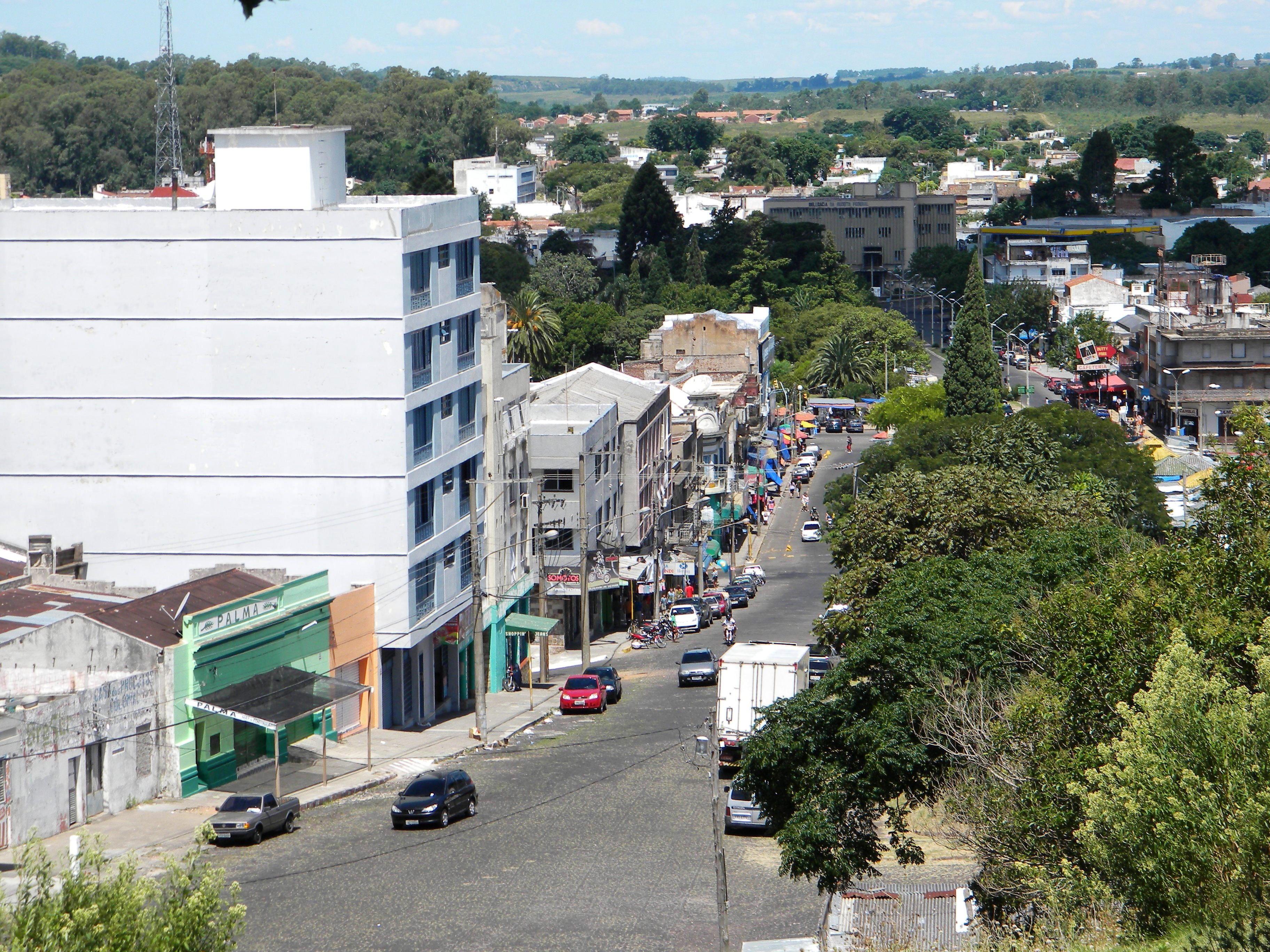
Calle que separa las soberanías de Brasil y Uruguay en la conurbación desarrollada sobre el tramo de frontera seca que divide las ciudades respectivas de Santana do Livramento y Rivera.

Las fronteras secas son más complejas de controlar que las hídricas. En los casos en que ciudades de ambas jurisdicciones contactan en una frontera seca la división de jurisdicciones suele ser reforzada mediante la construcción de muros o cercas, en especial cuando además ambos lados representan realidades económicas o sociales disímiles. En algunos casos se opta por realizar una integración entre ambas poblaciones, y apenas una calle oficia de formal límite internacional, tal es lo que ocurre entre la ciudad brasileña de Santana do Livramento y la uruguaya de Rivera o entre la también brasileña Punta Porá y la paraguaya Pedro Juan Caballero. La mayor intimidad que acontece en estos casos hace que evolucionen hacia el desarrollo de una comunidad particular, culturalmente mixturada y claramente diferente a otras de sus respectivos países.